# Grabmühle (Wittelshofen)
Grabmühle ist ein Gemeindeteil der Gemeinde Wittelshofen im Landkreis Ansbach (Mittelfranken, Bayern). Grabmühle liegt in der Gemarkung Wittelshofen.

## Geographie
Die Einöde liegt am linken Ufer der Sulzach etwas abseits der Ortsstraße Vorstadt des Gemeindeteils Wittelshofen.

## Geschichte
Grabmühle lag im Fraischbezirk des ansbachischen Oberamtes Wassertrüdingen. Grundherr des Anwesens war das ansbachische Vogtamt Wittelshofen.
Infolge des Gemeindeedikts wurde der Ort dem 1809 gebildeten Steuerdistrikt und Ruralgemeinde Wittelshofen zugeordnet.

### Einwohnerentwicklung
| Jahr      | 001818 | 001840 | 001861 | 001871 | 001885 | 001900 | 001925 | 001950 | 001961 | 001970 | 001987 | 002006 | 002016 |
| Einwohner | 6      | 8      | 14     | 7      | 10     | 7      | 5      | 8      | 7      | 8      | 11     | *6     | *5     |
| Häuser    | 1      | 1      |        |        | 2      | 2      | 2      | 1      | 1      |        | 2      |        |        |
| Quelle    | [ 9 ]  | [ 10 ] | [ 11 ] | [ 12 ] | [ 13 ] | [ 14 ] | [ 15 ] | [ 16 ] | [ 17 ] | [ 18 ] | [ 19 ] | [ 1 ]  | [ 1 ]  |

## Religion
Der Ort ist seit der Reformation evangelisch-lutherisch geprägt und bis heute nach St. Martin (Wittelshofen) gepfarrt. Die Katholiken gehören zu Heilig Kreuz (Wittelshofen), einer Expositur der Pfarrei Maria Immaculata (Dürrwangen).